# 칸스탄친 샤묘나우
칸스탄친 발레리예비치 샤묘나우(벨라루스어: Канстанцін Валер’евіч Сямёнаў, 러시아어: Константи́н Вале́риевич Семёнов 콘스탄틴 발레리예비치 세묘노프[*], 1978년 10월 22일~)는 벨라루스의 전직 유도 선수이다. 2008년 하계 올림픽 남자 라이트급에 참가했다.